# Ebergőc
Ebergőc – wieś i gmina w północno-zachodniej części Węgier, w pobliżu miasta Sopron.
Miejscowość leży na obszarze Małej Niziny Węgierskiej, w pobliżu granicy austriackiej. Administracyjnie należy do powiatu Sopron-Fertőd, wchodzącego w skład komitatu Győr-Moson-Sopron.
Gmina Ebergőc liczy 154 mieszkańców (2009) i zajmuje obszar 5,02 km².
We wsi znajduje się rzymskokatolicki kościół pw. św. Emeryka (węg. Szt. Imre).